# Гребені (Пригороднаволость)
Гребені (рос. Гребени) — присілок в Опочецькому районі Псковської області Російської Федерації.
Населення становить 151 особу. Входить до складу муніципального утворення Пригородна волость.

## Історія
Від 2015 року входить до складу муніципального утворення Пригородна волость.

## Населення
| 2001 | 2002 | 2010 | 2012 | 2013 | 2014 | 2015 |
| ---- | ---- | ---- | ---- | ---- | ---- | ---- |
| 184  | ↘173 | ↘150 | ↗156 | ↗158 | ↘154 | ↗155 |
| 2016 |      |      |      |      |      |      |
| ↘151 |      |      |      |      |      |      |